# Транспорт, складиране и пощи
Транспорт, складиране и пощи е един от 20-те основни отрасли на икономиката в Статистическата класификация на икономическите дейности за Европейската общност.
Секторът обхваща транспортът (сухопътен, воден и въздушен) на хора и товари, включително пощенски пратки, както и пряко свързани дейности, като обработката на товари и експлоатацията на складове, терминали, паркинги и други подобни съоръжения.
В България към 2017 година в транспорта, складирането и пощите са заети около 173 000 души, а произведената продукция е на стойност 14,8 милиарда лева.